# Gordon Price
Gordon Price là một nhà quy hoạch đô thị người Canada và là một cựu chính khách, từng là thành viên NPA của Hội đồng Thành phố Vancouver, phục vụ sáu nhiệm kỳ từ năm 1986 đến 2002. Ông là thành viên đồng tính công khai đầu tiên của Hội đồng Thành phố Vancouver. Kể từ khi nghỉ hưu từ chính trị, Price viết, dạy và tư vấn về các vấn đề quy hoạch và phát triển đô thị.
Price đầu tiên trở nên nổi bật khi anh ta tổ chức một chiến dịch liên quan đến các cuộc tuần tra của người dân chống lại mại dâm đường phố trong khu phố West End Vancouver của ông. Là một chính khách, ông cũng phục vụ trong hội đồng quản trị của Khu vực Greater Vancouver (Metro Vancouver) và hội đồng quản trị của TransLink.
Sau khi nghỉ hưu từ chính trị, Price trở thành một nhà văn và giảng viên công cộng về các vấn đề quy hoạch giao thông và đổi mới đô thị. Ông viết một chuyên mục cho tạp chí Business in Vancouver. Ông hiện là giám đốc Chương trình THÀNH PHỐ, một chương trình giáo dục thường xuyên về quy hoạch đô thị và phát triển cộng đồng bền vững tại Đại học Simon Fraser. Năm 2009, ông được Gregor Robertson, Thị trưởng Vancouver bổ nhiệm vào "Đội hành động thành phố xanh nhất" của thành phố.